# Limbes / Limbo
Pour les articles homonymes, voir Limbe.
Limbes / Limbo (sous-titré Un hommage à Samuel Beckett) est un essai écrit en français par la romancière canadienne Nancy Huston, et publié le 2 novembre 2000 aux éditions Actes Sud.

## Éditions
- Limbes / Limbo, Nancy Huston, Actes Sud, collection Un endroit où aller, 2000  (ISBN 2742730486).